# Barrundia
Barrundia es un municipio  de la provincia de Álava, en la comunidad autónoma del País Vasco en España, pertenece a la Cuadrilla de la Llanada Alavesa, antes llamada de Salvatierra.

## Geografía
Integrado en la comarca Cuadrilla de la Llanada Alavesa, su capital, Ozaeta, se sitúa a 18 kilómetros de Vitoria, la capital alavesa. El término municipal está atravesado por la autovía del Norte en el pK 365 y entre los pK 368 y 370. 
El relieve del municipio de Barrundia es predominantemente montañoso por el norte y más llano por el sur por la presencia del valle del río Zadorra, que discurre por el sur del municipio de este a oeste. La parte más montañosa se sitúa al norte y está incluida en la sierra de Elgea, cuya máxima altitud, que también lo es de Barrundia, es el monte Aumategi (1191 metros). Un poco más al sur, tras el valle del río Barrundia, existe otra línea de montes con altitud máxima en el monte Aldaia (789 metros), ya en la Llanada Alavesa. Finalmente, al sur del río Zadorra, existe otra cadena de cerros en torno a los 600 metros, llamada Atalaya o Atila, que forman el límite sur del municipio. El sistema fluvial viene condicionado por esta peculiar estructura, de manera que por el valle más meridional corre de este a oeste el río Zadorra, mientras que por el de más al norte lo hace el río Barrundia, afluente del anterior, que recibe importantes aportes de los arroyos que corren por las laderas de la sierra de Elgea. Ozaeta se alza a 578 metros sobre el nivel del mar en el valle del Barrundia.
| Noroeste: Salinas de Léniz (Guipúzcoa) | Norte: Escoriaza (Guipúzcoa) y Arechavaleta (Guipúzcoa) | Nordeste: Oñate (Guipúzcoa)                        |
| Oeste: Elburgo (exclave)               |                                                         | Este: San Millán (exclave) y Salvatierra (exclave) |
| Suroeste: Vitoria                      | Sur: Elburgo, Alegría de Álava e Iruraiz-Gauna          | Sureste: Salvatierra                               |

## Historia
Varios de los pueblos de este municipio y el mismo Barrundia aparecen por primera vez mencionados en el documento de la Reja de San Millán, una relación de pueblos alaveses fechado hacia 1025 en la que se fijaba en tributo que cada población debía de pagar al monasterio de San Millán de la Cogolla en La Rioja. En el documento se menciona el alfoz de Barrandiz, como uno de los alfoces o distritos en los que se dividía la Álava de esa época, que pagaba un tributo de 25 rejas de hierro. Los límites de Barrandiz aunque no coincidían con los del actual municipio de Barrundia, sí que englobaban su parte más oriental.
El municipio de Barrundia tiene sus orígenes en la Hermandad de Barrundia. Esta estaba originalmente compuesta por solo una parte de los pueblos del actual municipio. 
Hermandad de BarrundiaAudicana, Dallo, Echábarri-Urtupiña, Heredia, Hermua, Larrea, Maturana, Ozaeta y Zuazola.
- En la década de 1880 absorbe el municipio de Guevara; añadiendo al municipio los pueblos de Elguea, Etura, Guevara y Urízar.
- En la década de 1960 absorbe varios pueblos del municipio de Gamboa. Se añaden al municipio Marieta-Larrínzar y Mendíjur; y los despoblados de Garayo y Zuazo de Gamboa.

Barrundia sufrió mucho durante la primera guerra carlista (1833-1840), siendo escenario de numerosas batallas y escaramuzas, siendo posiblemente el más conocido los Fusilamientos de Heredia en marzo de 1834, por el que 118 prisioneros de guerra liberales fueron ejecutados por las tropas carlistas en este pueblo.

#### Barrios
- Urízar (oficialmente en euskera: Urizar): Queda una casa, el resto del pueblo resultó inundado por el pantano de Ullívarri-Gamboa.
- Zuazola (oficialmente en euskera: Zuhatzola): despoblado hasta hace unos años. Se han reconstruido algunas casas.

#### Despoblados
- Garayo (oficialmente en euskera: Garaio)
- Zuazo de Gamboa (oficialmente en euskera: Zuhatzu Ganboa)

## Demografía
Barrundia cuenta con una población de 879 habitantes (INE 2024).
| Gráfica de evolución demográfica de Barrundia entre 1842 y 2021 |
| |
| Población de derecho según los censos de población del INE Población de hecho según los censos de población del INEEntre el censo de 1887 y el anterior, crece el término del municipio porque incorpora a 01514 (Guevara) Entre el censo de 1960 y el anterior, crece el término del municipio porque incorpora parte de 01512 (Gamboa) |

| Gráfica de evolución demográfica de Barrundia entre 1988 y 2008 |
|                                                                 |

## Administración y política

### Gobierno municipal
| Partido político                                              | 2015  | 2015       | 2011  | 2011       | 2007  | 2007       | 2003        | 2003        | 1999  | 1999       | 1995  | 1995       |
| Partido político                                              | %     | Concejales | %     | Concejales | %     | Concejales | %           | Concejales  | %     | Concejales | %     | Concejales |
| Euskal Herria Bildu (EH Bildu)-Bildu                          | 52,81 | 4          | —     | —          | —     | —          | —           | —           | —     | —          | —     | —          |
| Euzko Alderdi Jeltzalea-Partido Nacionalista Vasco (EAJ-PNV)  | 32,28 | 3          | 37,97 | 3          | 41,33 | 4          | 55,15       | 5           | 41,03 | 3          | 38,83 | 3          |
| Partido Popular del País Vasco (PP)                           | 8,66  | 0          | 10,15 | 0          | 9,33  | 0          | 13,92       | 1           | 13,68 | 1          | 4,81  | 0          |
| Partido Socialista de Euskadi-Euskadiko Ezkerra (PSE-EE PSOE) | —     | —          | 5,03  | 0          | 9,56  | 0          | 4,09        | 0           | —     | —          | —     | —          |
| Eusko Alkartasuna (EA)                                        | —     | —          | 45,47 | 4          | —     | —          | —           | —           | —     | —          | —     | —          |
| Eusko Abertzale Ekintza-Acción Nacionalista Vasca (EAE-ANV)   | —     | —          | —     | —          | 34,89 | 3          | —           | —           | —     | —          | —     | —          |
| Ezker Batua-Berdeak (EB-B)                                    | —     | —          | —     | —          | 4,67  | 0          | —           | —           | —     | —          | —     | —          |
| Unidad Alavesa (UA)                                           | —     | —          | —     | —          | —     | —          | 2,84        | 0           | 2,74  | 0          | 28,87 | 2          |
| Ind. Barrundia (IB)                                           | —     | —          | —     | —          | —     | —          | 19,33       | 1           | 21,28 | 2          | 13,75 | 1          |
| Euskal Herritarrok (EH)-Herri Batasuna (HB)                   | —     | —          | —     | —          | —     | —          | Ilegalizado | Ilegalizado | 19,76 | 1          | 11,68 | 1          |

### Organización territorial

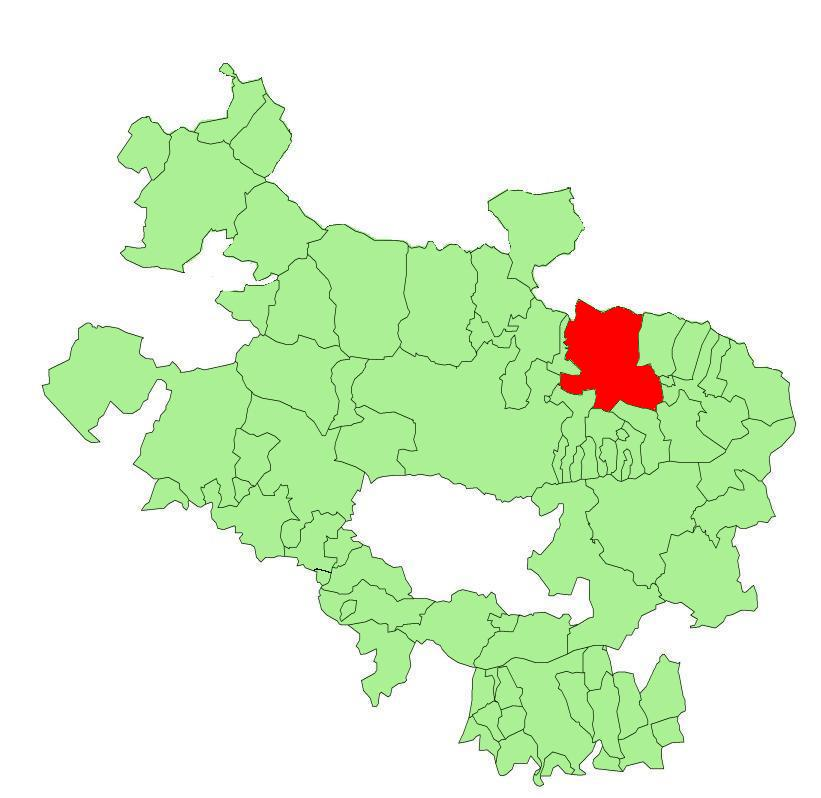
Extensión del municipio en la provincia de Álava

El municipio está formado por 16 pequeñas aldeas de las que 13 son concejos del municipio y tres son de administración municipal.
| Concejo               | Nombre oficial        | 2000 | 2005 | 2010 | 2015 | 2019 |
| --------------------- | --------------------- | ---- | ---- | ---- | ---- | ---- |
| Audicana              | Audikana              | 23   | 25   | 21   | 21   | 20   |
| Dallo                 | Dallo                 | 33   | 29   | 28   | 23   | 20   |
| Echávarri-Urtupiña    | Etxabarri Urtupiña    | 53   | 65   | 67   | 65   | 51   |
| Elguea                | Elgea                 | 38   | 54   | 59   | 61   | 58   |
| Etura                 | Etura                 | 27   | 41   | 70   | 71   | 74   |
| Guevara               | Gebara                | 25   | 43   | 40   | 52   | 62   |
| Heredia               | Heredia               | 60   | 60   | 85   | 76   | 75   |
| Hermua                | Hermua                | 33   | 30   | 46   | 41   | 44   |
| Larrea                | Larrea                | 70   | 79   | 89   | 97   | 100  |
| Marieta-Larrínzar     | Marieta-Larrintzar    | 60   | 94   | 98   | 86   | 77   |
| Maturana              | Maturana              | 25   | 28   | 38   | 34   | 39   |
| Mendíjur              | Mendixur/Mendíjur     | 50   | 45   | 51   | 47   | 50   |
| Ozaeta                | Ozaeta                | 107  | 182  | 210  | 222  | 207  |
| Diseminados Barrundia | Diseminados Barrundia | 7    | 4    | 8    | 9    | 6    |
| Total                 | Total                 | 610  | 779  | 910  | 905  | 883  |